# 井上雅貴
井上 雅貴（いのうえ まさき、1977年6月2日）は、日本の映画監督。

## 経歴
- 石井岳龍（旧 石井聰亙）にデジタル編集の基礎を教える先生として出会い、編集スタッフとして起用された。[1]。

- アレクサンドル・ソクーロフ監督のロシア映画『太陽 (映画)』にメイキング監督として参加、ロシア映画のノウハウを学ぶ。
- ロシアで映画を作る企画を立てるが出資が集まらず、自主制作でロシア人を起用し、ロシアで撮影した映画『レミニセンティア』を監督。メインスタッフを３人に絞り、カメラ、照明、編集、録音全て兼任、自主制作と思えぬクオリティで映画祭で高い評価を得る。自主配給でユーロスペースを封切りに全国の映画館で上映。東京の再上映では自主制作、自主配給ながらユナイテッドシネマのシネコンにて再上映するという快挙を成し遂げる。[2]。その成功により、２次使用の権利は映画会社大手の松竹が手をあげた。
- 角川映画、日露合作映画『ソローキンの見た桜』の脚本、監督を手掛け、日露合作、明治時代の日露戦争という非常に難易度の高い作品に挑戦している。日本の松山、ロシアのサンクトペテルブルクに日露のスタッフ、キャストを集め撮影、同作はモスクワ国際映画祭招待作品として上映され、ロシアのオレンブルク国際映画祭では観客の人気投票で1位になり観客特別賞を受賞した。
- 大阪の犬鳴山、弘法大師が修行した場所で映画「インサイドウォーター」を撮影。
- コロナ化で撮影されたSF映画「パラダイム」は白馬のペンションで撮影。

## 主な監督作品

### 映画
- レミニセンティア （2016年）[3]
  - ※ロサンゼルスフィルムフェスティバル オブ ハリウッド 2016作品賞 監督賞 主演男優賞　受賞
  - ※新人監督映画祭2016長編作品賞　受賞
  - ※アジア国際映画祭2017正式出品
  - 高崎映画祭2017正式出品
- ソローキンの見た桜 （2019年）
  - ※愛媛国際映画祭2019オープニング作品
  - ※モスクワ国際映画祭2019正式招待作品[4]。
  - ※オレンブルク国際映画祭2019観客特別賞　受賞
  - ※海外のロシア映画祭2019日露友好貢献監督賞　受賞
- インサイド・ウォーター（2022年）
- パラダイム（2023年）